# Syringantha coulteri
Syringantha coulteri là một loài thực vật có hoa trong họ Thiến thảo. Loài này được (Hook.f.) T.McDowell miêu tả khoa học đầu tiên năm 1996.